# NAIADES
NAIADES (Integrated European Action Programme for Inland Waterway Transport) – zintegrowany europejski program działań na rzecz rozwoju żeglugi śródlądowej ogłoszony przez Komisję Europejską ds. Transportu 17 stycznia 2006 roku. Program działań skupia się na pięciu obszarach strategicznych:
- stworzenie korzystnych warunków dla świadczenia usług i przyciągania nowych rynków,
- stymulowanie modernizacji i unowocześnienie floty,
- przyciąganie nowej siły roboczej oraz zwiększenie inwestycji w kapitał ludzki,
- promowanie żeglugi śródlądowej jako korzystnego partnera w interesach poprzez stworzenie sieci promocyjnej,
- zapewnienie odpowiedniej infrastruktury śródlądowej,